# Lonchocarpus molinae
Lonchocarpus molinae là một loài rau đậu thuộc họ Fabaceae.
Loài này chỉ có ở Honduras.